# ケヌキ合わせ
ケヌキ合わせとは、前後や隣り合わせに配置したオブジェクト（図形・写真・文章など）の境目が、寸分の狂いなくぴったりくっついていること。DTP の業界標準で有名なアドビシステムズ社の Adobe Illustrator などのアプリケーションソフトでオブジェクトを重ねる時、前面に配置したオブジェクトの形にあわせて、後面のオブジェクトを刳り貫くことになる。前後のオブジェクトの色を重ねて印刷することのないよう「ケヌキ合わせ」または「毛抜き合わせ」に設定することを示す。ノセや混色防止の策として DTP デザイナーは日常的に使っている。